# 坦克县
坦克县是巴基斯坦西北边境省所辖的一个县。东北部临拉基玛瓦县，东南临德拉伊斯梅尔汗县，西邻南瓦济里斯坦，该县总面积1,679平方公里，总人口238,216(1998年)。行政中心位于坦克市。

## 行政区划
坦克县现辖一个乡，称为坦克乡。